# Templo de Apolo Delfínio
O Templo de Apolo Delfínio ou Delfínio (em grego antigo:Δελφίνιον, romanizado: Delfinion, foi um templo grego dedicado a Apolo Delfínio e Artemisa Delfínia na Antiga Grécia no rio Iliso na Antiga Atenas,  Grécia.

## História
O Delfínio foi construído no período clássico por volta de 450 AC. C., mas é possível que tenha existido um santuário anterior construído no período arcaico ou já no período micênico . Na mitologia grega, considerava-se que a localização do templo coincidia com a do palácio de Egeu, que reconheceu Teseu, que regressara a Atenas vindo de Treceno, como seu filho. A origem do templo também foi atribuída a Egeu. Segundo Pausânias, estava em construção quando Teseu regressou. O Delfinião foi acompanhado por uma festa de Delfinias, com procissão terminando no templo.
O Delfínio era um tribunal de justiça que se ocupava dos casos de assassinato nos quais o acusado considerava justificado o homicídio ou alegava que tinha sido em seu prejuízo. Também era o lugar onde se tomavam os juramentos para conceder a cidadania de Atenas. O edifício do tribunal construiu-se na época arcaica, ao redor do ano 500 a. C. Na mitologia, suas origens atribuíram-se a Teseu, que teria sido absolvido pelo tribunal por matar aos arteiros Esciros e Procusto no istmo de Corinto em seu caminho de regresso a casa, bem por matar aos Palántidas, ou por ambas coisas.
O templo e o tribunal foram demolidos junto com os demais edifícios da zona no ano de 258, quando o imperador Valeriano construiu uma muralha na zona por temor aos ataques dos godos e os hérulos. As escavações arqueológicas da zona levaram-se a cabo nas décadas de 1950 e 1960.

## Edifícios e achados
O templo de Delfinión estava situado cerca do Templo de Zeus Olímpico, em seu lado sul. Era de estilo dórico e era um templo períptero em cada extremo. Os alicerces do templo mediam uns 15 x 33 m e tinham seis colunas nos lados curtos e 13 nos longos. O templo estava construído com pedra caliza porosa e decorado com adornos de mármore métopas, frontão e acrotérios e teças. Ao que parece, não estava pintado.
O edifício do tribunal encontra-se imediatamente ao sudoeste do templo. Era mais pequeno que o templo e constava de três salas. Seus solos estavam decorados com mosaicos de telhas do período clássico tardio ou do período helenístico
Cerca do templo tinha um altar dedicado a Apolo Pitio, ergido pelo tirano Pisístrato para 522-521 a .C. Ao sul do templo encontrava-se o Panhelenión e a este o Templo de Cronos e Reia.